# Pierrots des alouettes
Pour plus de détails, voir Fiche technique et Distribution.
Pierrots des alouettes est un téléfilm musical français d'Henri Spade, diffusé le samedi 21 novembre 1964 sur la première chaîne de l'ORTF.

## Synopsis
Une histoire autour des  airs d'opérettes de Maurice Yvain. Deux jeunes garçons des Buttes-Chaumont, amis d'enfance, sont amoureux de la même jeune fille,.

## Fiche technique
- Réalisation : Henri Spade
- Scénario original, adaptation et dialogues : Michel Duran et Henri Spade
- Décors : Jacques Durix
- Costumes : Claude Catulle
- Photographie : Gustave Raulet
- Musique : Maurice Yvain
  - Orchestrations : Jean Claudric
  - Lyrics : André Barde, Max Blot, Jacques Charles, Louis Poterat et Albert Willemetz
- Lieu de tournage :  le quartier des Buttes Chaumont dans le 19e arrondissement de Paris
- Société de production : ORTF
- Genre : film musical
- Durée : 83 minutes
- Date de diffusion : 
  - France : 21 novembre 1964 sur la première chaîne de l'ORTF

## Distribution
- Robert Etcheverry : Pierre
- Maurice Sarfati : Marcel
- Francine Dory : Annie
- Raymond Bussières : Le père Mensonge
- Roméo Carles : Poirier
- Jane Sourza : Mme Poirier
- Nane Germon : Mme Geignot
- Pierre Doris : Le contractuel
- René-Louis Lafforgue : Bille-en-tête
- Henri Legay : le ténor
- Robert Destain : Robert
- Jacques Bénétin : Le facteur
- René Delsinne : Le vieillard
- Henri Bedex : Le clochard
- Alain Bouvette : Le clochard
- Colette Renard : Martine
- Danièle Dinant : La jeune fille